# Putzger historischer Weltatlas

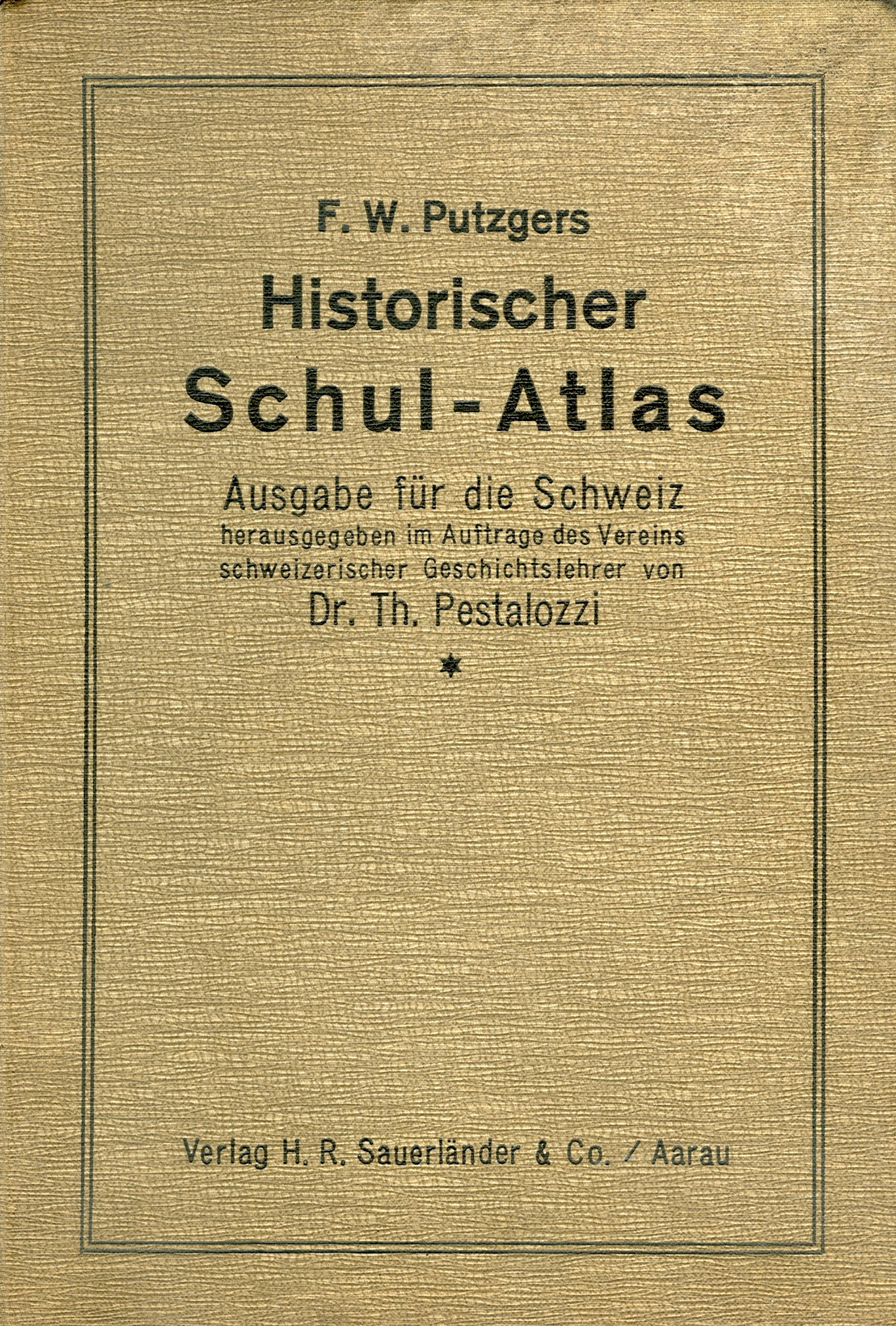
Putzger von 1924, Schweizer Ausgabe

Der Putzger historischer Weltatlas (kurz der Putzger) ist der verbreitetste Geschichtsatlas in Deutschland. Er gilt auch über Deutschland hinaus als Standardwerk für den Geschichtsunterricht.

## Geschichte
1877 erschien zum ersten Mal der Historische Schul-Atlas in Leipzig. Sein Autor war der Realschullehrer Friedrich Wilhelm Putzger.
Zunächst als für Schüler höherer Schulen aus einfachen Verhältnissen bezahlbarer (und daher schnell populärer) Schulatlas konzipiert, wurde er bald zum Standardwerk auch für historisch interessierte Erwachsene. 1954 kam der Putzger mit dem Verlag Velhagen und Klasing zum Cornelsen Verlag. Im gleichen Jahr erschien die erste vollständig überarbeitete Nachkriegsausgabe.
Der Putzger erscheint heute im Berliner Cornelsen Verlag und kam 2002 zum 125. Jubiläum mit einer großen Ausgabe heraus, die sowohl vom Format als auch vom Umfang her die bisherige Tradition überbietet.
Mit etwa 8,5 Millionen verkauften Exemplaren hat sich der „Putzger“ weit über die Schulen und auch über Deutschland hinaus den Ruf eines Standardwerkes der historischen Kartographie erworben. In Ländern wie der Schweiz, Österreich, Tschechien, Polen, Israel und den USA gilt der Putzger schon lange als Standardwerk für Geschichtsatlanten.

## Sonstiges
In den Ausgaben für Bayern des Jahres 2007 und für Berlin des Jahres 2005 (103. Auflage) findet man im Register einen fingierten Eintrag mit dem Titel Hobbingen, einer fiktiven Stadt aus dem Roman Der Herr der Ringe, als historisches Ereignis wird hier die „Ermordung Sarumans, des vormaligen Führers des Weißen Rates“ genannt. Des Weiteren wird auf eine Karte Mitteleuropas verwiesen, auf der man tatsächlich Hobbingen in etwa an der heutigen Grenze von Österreich und Slowenien finden kann. Auch der fiktive Ort Bruchtal findet sich im Register und auf einer Karte versteckt. So soll Kartenlesen nicht nur mit Augenzwinkern gelernt werden, sondern auch gezeigt werden, dass eine Information nicht stimmen muss, bloß weil sie in einem Schulbuch steht.

## Ausgaben (Auswahl, chronologisch absteigend)
- Putzger Historischer Weltatlas. Erweiterte Ausgabe. 105. Auflage, Cornelsen, Berlin 2021, ISBN 978-3-06-065850-3.
- Cornelsen Verlag (Hrsg.): Putzger – Atlas und Chronik zur Weltgeschichte. Cornelsen Verlag, 448 Seiten, Leineneinband mit Schutzumschlag, Atlasformat 25 × 34 cm, Berlin 2009, ISBN 978-3-464-63970-2.
- Ernst Bruckmüller, Peter Claus Hartmann (Hrsg.): Putzger – Atlas und Chronik zur Weltgeschichte. Cornelsen, Berlin 2002 (2. Auflage), 432 Seiten. ISBN 3-464-64405-7 (große Ausgabe).
- Walter Leisering (Hrsg.): Putzger historischer Weltatlas. Ausgabe mit Register. Cornelsen, Berlin 2001, ISBN 3-464-00178-4 (kleine Ausgabe).
- Putzger historischer Weltatlas. Ausgabe mit Register. 102. Auflage, Cornelsen, Berlin 2000, ISBN 3-464-00176-8 (Taschenbuchausgabe).
- Walter Leisering (Hrsg.): Historischer Weltatlas. Begründet von F. W. Putzger; 97. Aufl. Berlin 1974.
- Max Pehle, Hans Silberborth (Bearb.): F.W. Putzgers Historischer Schul-Atlas. Große Ausgabe. 49. Auflage, Velhagen & Klasing, Bielefeld und Leipzig 1929.